# Эвкалипт радужный
Эвкали́пт ра́дужный (лат. Eucalyptus deglupta) — один из видов эвкалипта.

## Ареал
Эвкалипт радужный — единственный вид эвкалипта, в диком виде произрастающий в Северном полушарии. Ареал — Новая Британия, Новая Гвинея, Серам, Сулавеси, Минданао и близлежащие малые острова.
Встречается во влажных лесах до высоты 1800 м над уровнем моря.

## Описание
Эвкалипт радужный достигает в высоту 75 метров, диаметр ствола до 2,4 метра.
Сам вид отличается от других видов эвкалипта своей разноцветной корой. Сначала кора имеет ярко-зелёный цвет. Затем, созревая, она приобретает синие, фиолетовые, оранжевые и тёмно-бордовые оттенки. Ствол взрослых деревьев отливает всеми цветами радуги, отчего вид и получил своё название. При этом раскраска коры постоянно изменяется.

## Применение
Из-за необычного внешнего вида эвкалипт радужный широко распространён в тропическом поясе, реже в субтропиках, как декоративное растение.

## Галерея

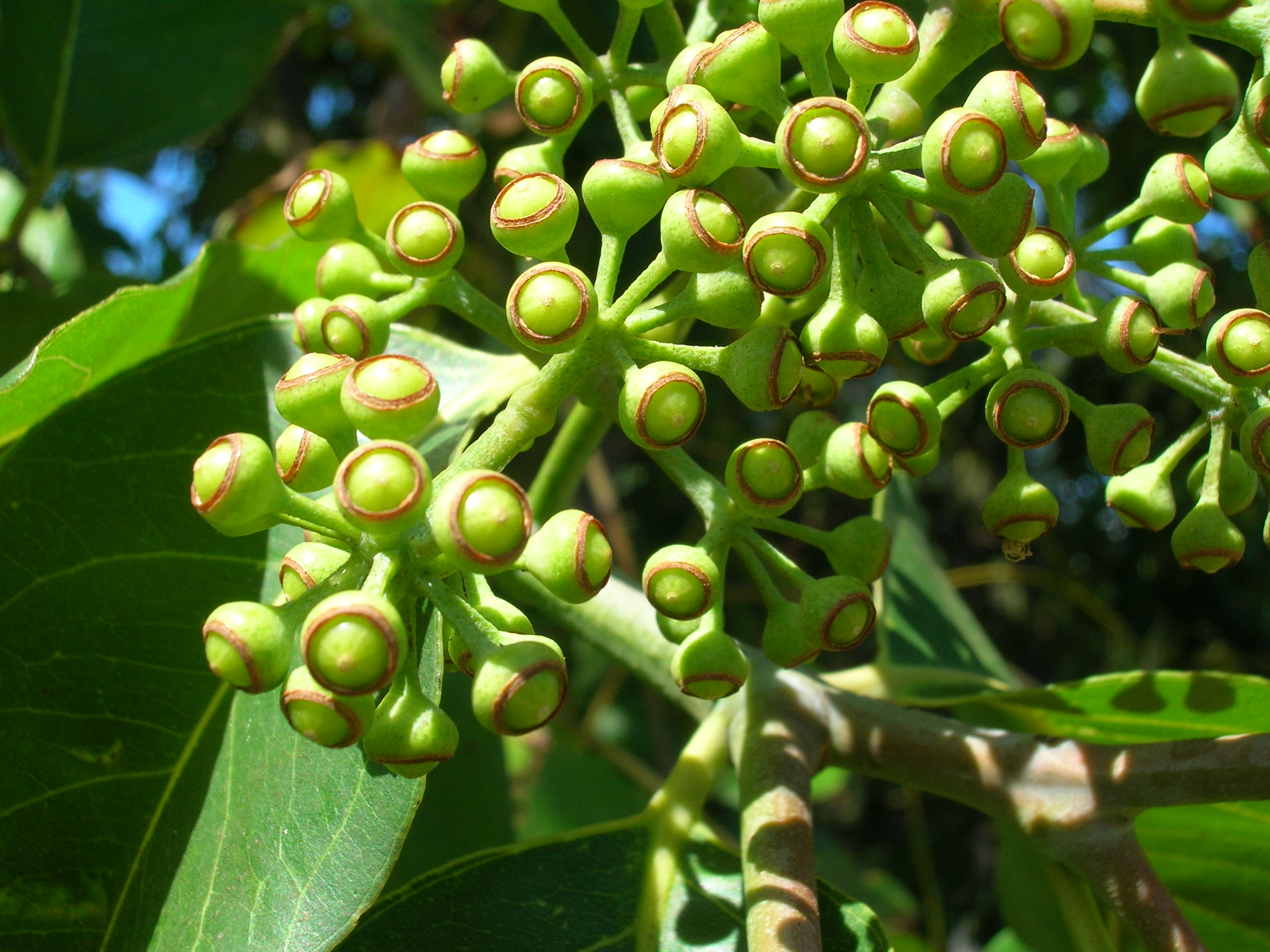
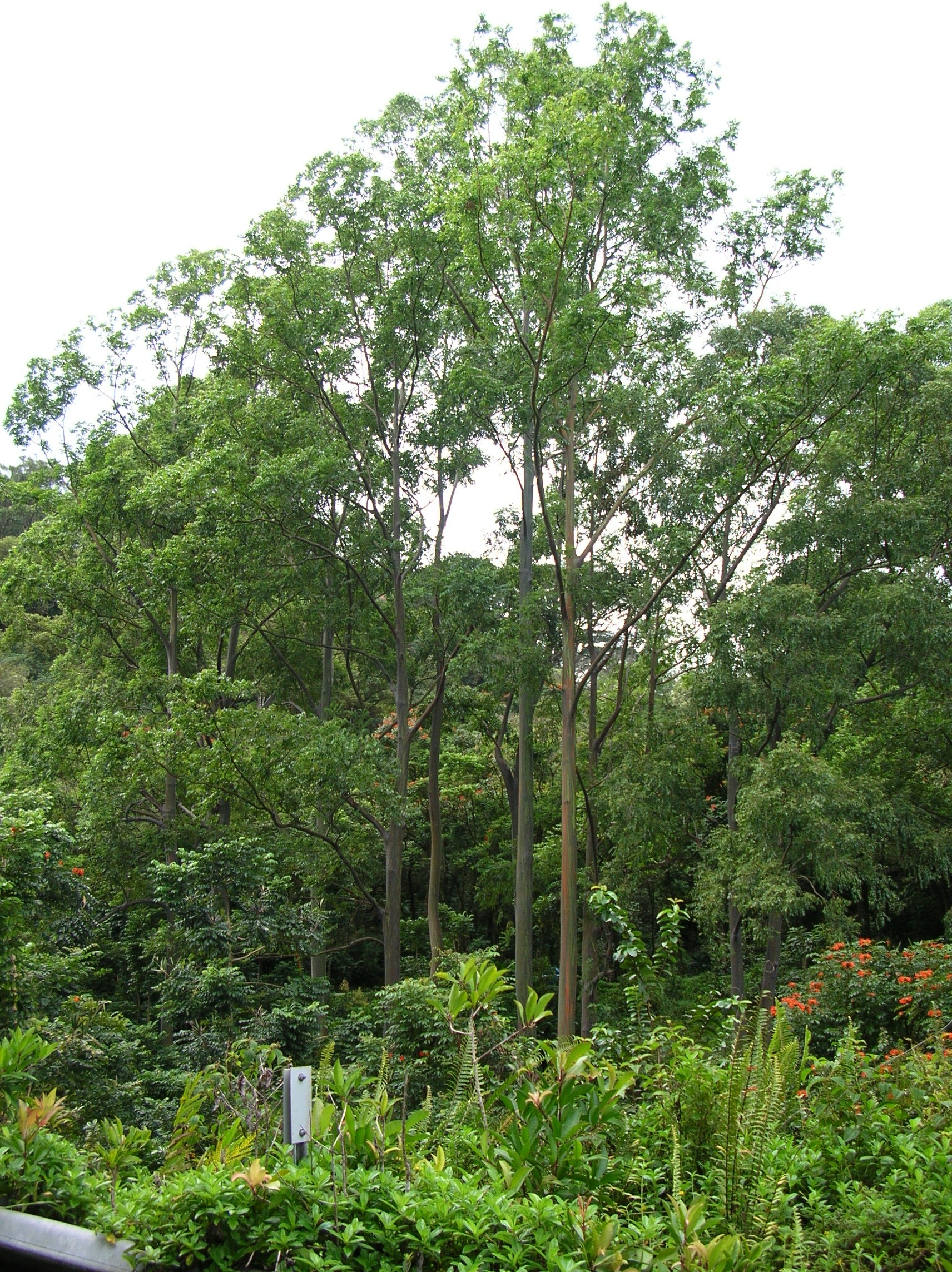
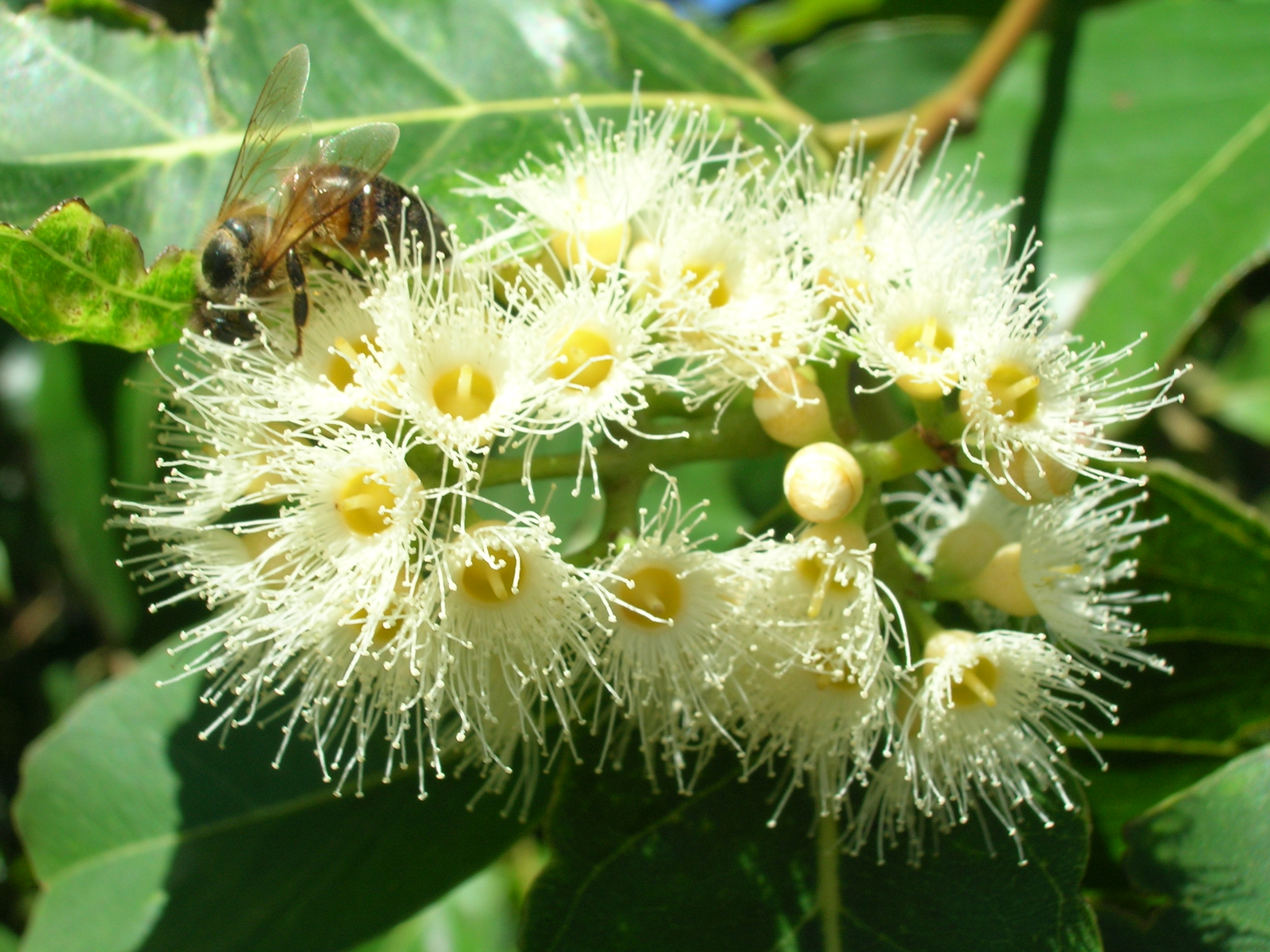
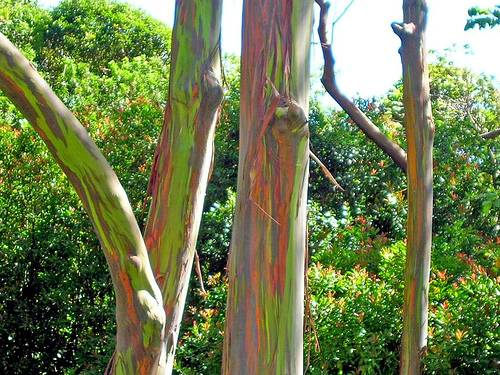